# Autonyme (botanique)
Pour les articles homonymes, voir Autonyme.
En nomenclature botanique (incluant la nomenclature mycologique et celle des algues), un autonyme est un nom créé automatiquement.
Il est appliqué exclusivement à des taxons issus de la subdivision des genres (article 22 de l'International Code of Nomenclature for algae, fungi, and plants uniquement rédigé en anglais) et des espèces (article 26), lors de la validation d'un nom infragénérique (de rang inférieur au genre) ou infraspécifique (de rang inférieur à l'espèce).
- Il n'a pas besoin de validation car il a le même type que le nom de genre ou d'espèce auquel il appartient.
- Son épithète infragénérique ou infraspécifique ne fait que répéter le nom du genre ou de l'espèce, sans nom d'auteur.
- Source d'erreurs, il ne s'applique qu'aux seules divisions incluant le type du nom du genre ou de l'espèce.
- Il est prioritaire sur ses concurrents éventuels.

Exemples:
- Euphorbia sect. Euphorbia
- Tricholoma (Fr.) Staude sect. Tricholoma
- Festuca ovina subsp. ovina
- Tricholoma sulfureum (Bull.: Fr.) P. Kumm. var sulfureum